# Selekce (muzeologie)
Selekce představuje první fázi muzealizačního procesu, který je zahájen určením objektu muzealizace.
Muzeologická selekce znamená výběr z celku, její primární funkce je funkce poznávací. Hlavní náplní selekce je určení potenciální ho nositele muzeality (muzeálie). Selekce se orientuje na takové prvky muzealizace, které mají evoluční význam. Spočívá v izolaci a separaci muzeálie, která je vyjmuta ze svého primárního kontextu (původní prostředí). Pro zachování muzeality je nezbytné provést při selekci i průvodní dokumentaci tohoto primárního kontextu.

## Dělení selekce
- Pasivní dokumentace – jedná se o selekci zaměřenou na získávání předmětů dochovaných z minulosti. Jelikož nelze dokumentovat primární kontext těchto předmětů, existuje nebezpečí zkreslení informací a muzealita není celistvá;
- Aktivní selekce – pokud dokumentujeme současnost, provádíme aktivní selekci. Při této činnosti již máme možnost vybrat nejvhodnější potenciální muzeálii a zachytit ji co nejautentičtěji v jejím primárním kontextu. Aktivní selekce se dělí na:
  - prvotní aktivní selekce – jedná se o výběr předmětů do muzea, vyjmutí potenciálních muzeálií z primárního kontextu. Tento selekční proces, často označovaný jako sbirkotvorný proces, obsahuje podle Josefa Beneše tři fáze:
    1. přípravná fáze – nejprve je nutné zorientovat se ve sbírkovém fondu, kriticky zhodnotit stávající stav sbírky a podle toho si určit sbírkotvorný plán;
    2. průzkumná fáze – posléze se dělá průzkum terénu, ve kterém chceme provést sběr předmětu, mimo jiné se dooporučuje navázat kontakt  s místními obyvateli;
    3. realizační fáze – finálně se přistoupí k vlastnímu sběru, pořízení průvodní dokumentace, zapsání předmětu do evidence muzea;

  - druhotná aktivní selekce – probíhá v muzeu, jedná se o přebírání již získaných, zapsaných předmětů. Při tomto typu aktivní selekce dochází k vyřazování předmětů (=deakcese) jak evidenční tak fyzické, a to z důvodů neupotřebitelnosti a přebytečnosti (= rozpad materiální podstaty), ztráty muzeality, změny sbírkového programu či chybějící dokumentace.